# رومن بارنیه
رومن بارنیه (به فرانسوی: Romain Barnier) (زادهٔ ۱۰ مهٔ ۱۹۷۶) شناگر اهل فرانسه است.